# Fruška gora
Fruška gora (v srbské cyrilici Фрушка гора, maďarsky Tarcal-hegység) je pohoří v jihozápadní části Vojvodiny, v historickém regionu Srem/Srijem. Táhne se od města Ilok na hranici Srbska s Chorvatskem až po Sremské Karlovce. Zvedá se jižně od Dunaje. Pohoří má na délku 75 km a na šířku 12 km. Většina území hor je od roku 1960 chráněna jako Národní park Fruška gora (srbsky Nacionalni park Fruška gora). Rozloha pohoří je 255 km2 Nejvyšším vrcholem je Crveni Čot (539 m n. m.)
Severně od Frušky Gory se rozkládá metropole Autonomní oblasti Vojvodina, město Novi Sad. V blízkosti kopců se potom rozkládá několik menších sídel (Vrdnik, Irig, Bukovac, Sremski Karlovci, Popovica, Stari Ledinci, Beočin a další). Žádná obec se nenachází přímo v samotném pohoří nebo na jeho vrcholku.

## Název
Název "Fruška" pochází ze starého slovanského etnonyma Frug, které označovalo Franky. Název pohoří tedy znamená "Hory Franků".[zdroj?] Obdobný název existuje historicky i v němčině (Frankenwald). Maďarských názvů uvedeného pohoří existuje více. Kromě nejrozšířenějšího Tarcal-hegység (pohoří Tarcal) se používá také Árpatarló (mimo jiné označuje nedaleké město Ruma v maďarštině).

## Historie
Pohoří bylo ostrovem v prahistorickém Panonském moři. Proto někdy bývá označováno za součást tzv. "ostrovních hor".
Na vrcholu Erdeš byly dohledány pozůstatky lomu z doby kamenné.
Na konci 19. století byla v Beočinu postavena první cementárna v Zalitavsku, využívala materiál, který se získával právě v pohoří Fruška Gora. Těžilo se zde také hnědé uhlí. Již tehdy začaly vznikat první lázně a využívány byly léčebné prameny.
za druhé světové války zde působili partyzáni. Pohoří bylo jedno z mála míst, které jim v rovné Vojvodině mohlo poskytnout útočiště. Lokalita byla tehdy součástí nezávislého státu Chorvatsko, které bylo řízené ustašovským režimem. Dodnes připomíná osudy místních partyzánů řada památníků a náhrobků padlých. První jednotky (Fruškogorský partyzánský oddíl) zde byly zformovány již v roce 1941. O rok později se zde síly Osy pokoušely partyzány zlikvidovat. V rámci Operace Fruška Gora byl zabit velký počet lidí a vypalovány rovněž i okolní vesnice.
Po válce byla Fruška gora, stejně jako zbytek sremu, začleněna do Socialistické republiky Srbsko v rámci Socialistické federativní republiky Jugoslávie.
Místní vojenská základna jugoslávské armády a vysílač na Irišském Venci byly v roce 1999 cílem bombardování NATO.
V roce 2000 byl na Frušce goře zastřelen srbský (jugoslávský) politik Ivan Stambolić. Zatčen zde byl také válečný zločinec Goran Hadžić.

## Fauna a flóra
V rozsáhlých lesích žije velké množství rostlin a živočichů. Lesy jsou výhradně listnaté, rozšířené jsou lesy lipové.) 90 % území národního parku pokrývají lesy. Hranice lesa začíná zhruba na 300 metrech nadmořské výšky.
Vyskytují se zde lanýže. Ve volné přírodě se vyskytují divoká prasata, daňci a mufloni se vyskytují potom v oborách, stejně jako bizoni.

## Hospodářství

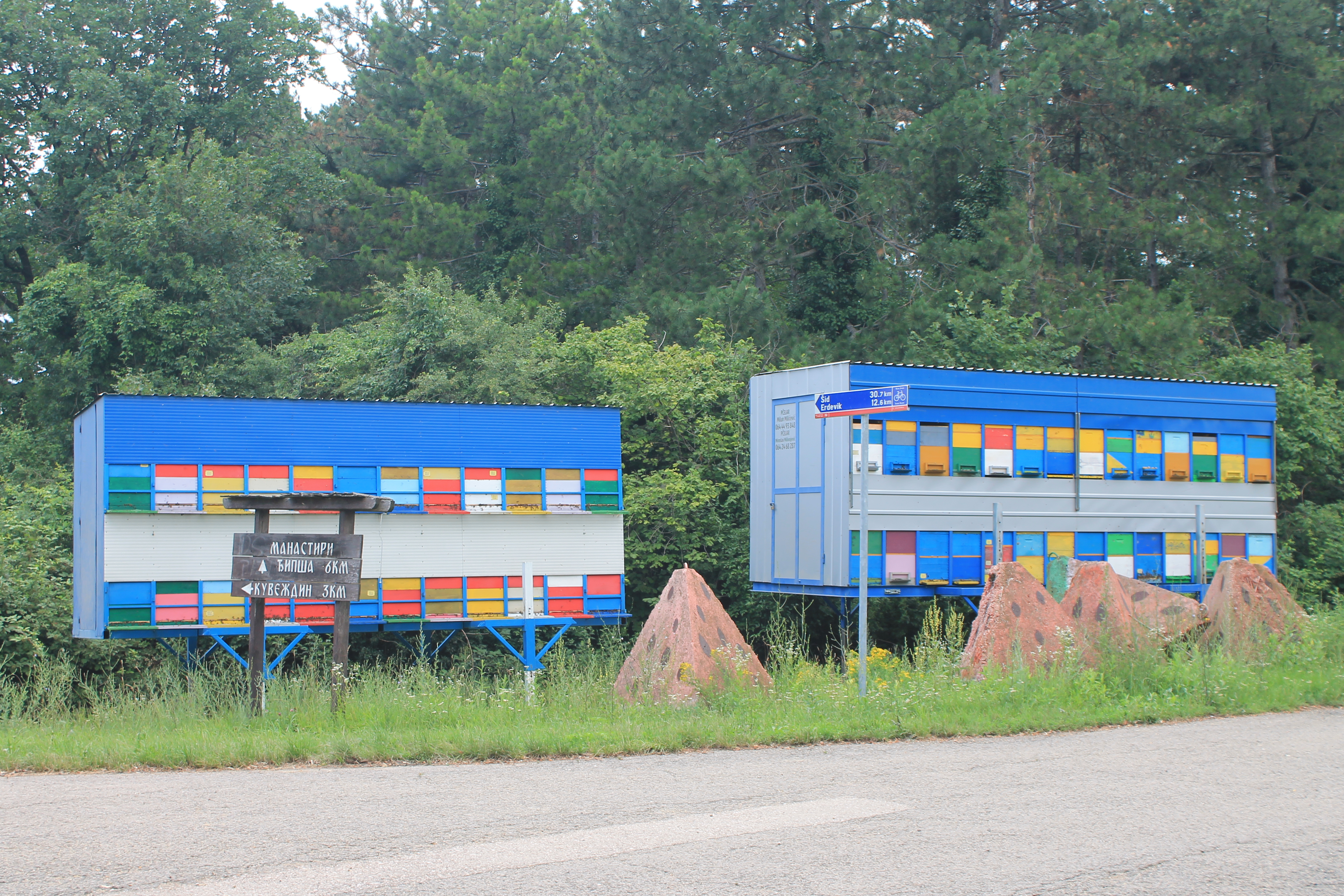
včelíny v pohoří Fruška gora.

### Těžba a hospodaření s vodou
V blízkosti města Vrdnik se nachází opuštěný uhelný důl, který byl v provozu v letech 1813–1968 jako první důl na území AP Vojvodina. Několik dalších – převážně povrchových dolů – je aktivních. Na Frušce Goře se nachází ložiska horniny trachyt.
V průběhu let bylo vybudováno celkem 14 umělých jezer, především na jižní straně pohoří (některá známější se však nacházejí blíže k Dunaji). Cílem bylo zamezit lokálním povodním, ale také podpořit turistiku a rybolov. Jezera nesou (ve směru od východu k západu) tyto názvy: Ljukovo, Šelovrenac, Dobrodol, Međeš, Borkovac, Popovica, Kudoš, Mutalj, Testera, Manđelos, Čalma, Moharač, Bruje, Sot.
Ledinecké jezero a Beli kamen vznikly neplánovaným zatopením dvou původních povrchových dolů po bombardování NATO v roce 1999. Některé společnosti v současné době mají zájem vypustit některé jezera a obnovit těžbu trachytu.
Na území pohoří se nachází zhruba 180 pramenů vody. Některé jsou léčivé a minerální. V lokalitě Vrdnik se proto nacházejí také lázně. Většina vody, která zde vyprší, se vsákne do země a jen malá část vyvěrá na povrch. V podobě potoků potom voda odtéká ze severní strany do Dunaje nebo na jižní do Sávy. Existuje zde také několik desítek vodopádů.

### Hospodaření s odpady
Stejně jako jiné lokality v Srbsku se Fruška gora potýká s tvorbou nelegálních skládek v blízkosti samotného národního parku. Pořádají se pravidelné akce s cílem snížit množství odpadu v oblasti.

### Zemědělství a vinařství
Po podepsání Karlovického míru v roce 1699 se z oblasti stáhli Turci (Osmanská říše) což umožnilo návrat vinařské tradice. Na nižší (nezalesněné) části svahů vznikly rozsáhlé vinice, které v tehdejších Uhrách patřily k nejprestižnějším. Ve Sremských Karlovcích a v okolí se vyrábí oblíbené víno s názvem bermet. Dále se zde vyrábí vína typu tramín nebo ryzlink. Po roce 1990 získala v restituci některé vinice také srbská pravoslavná církev a tak je zde produkováno i víno klášterní.

## Doprava

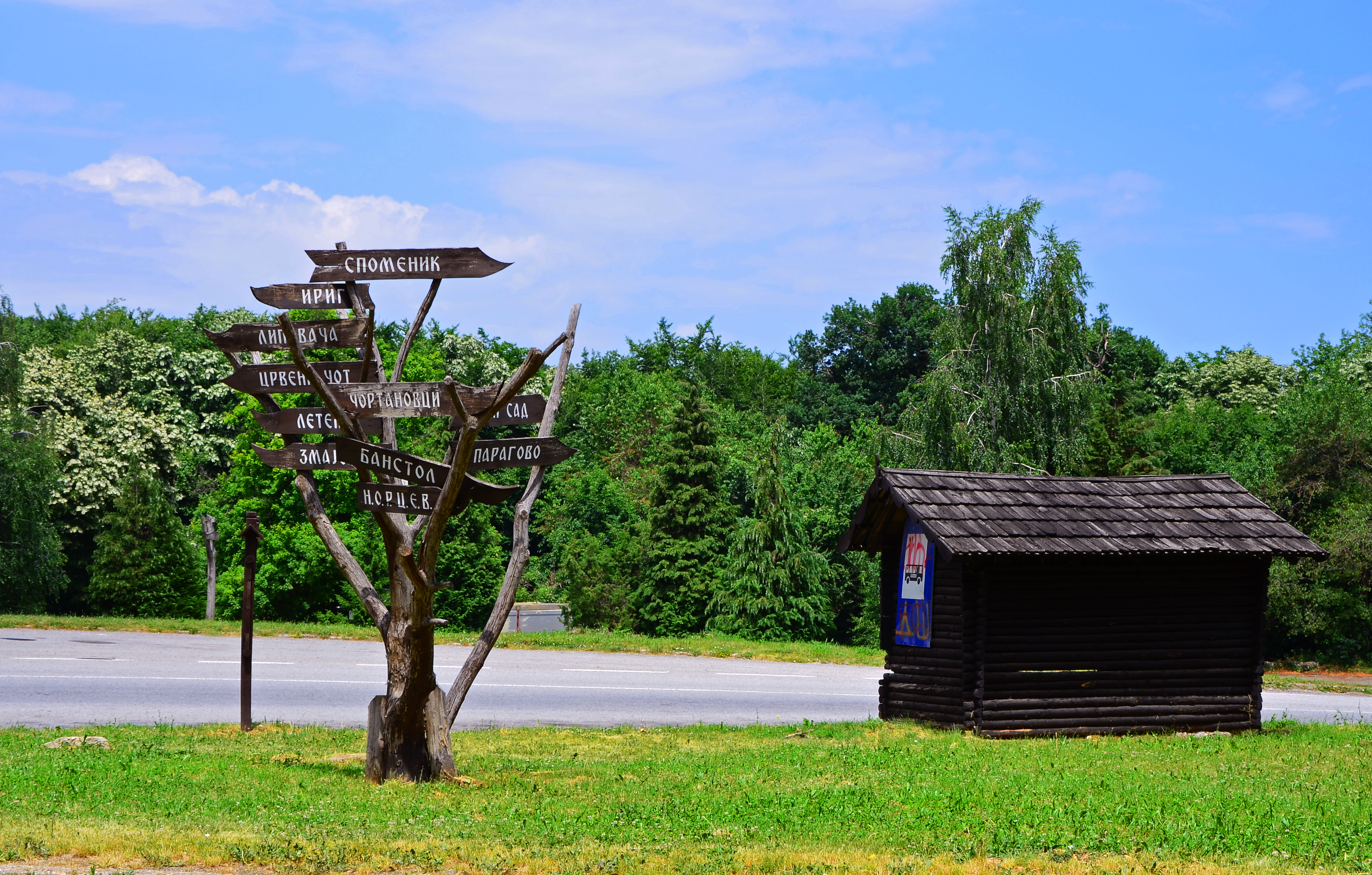
Autobusová zastávka v sedle pohoří a rozcestník.

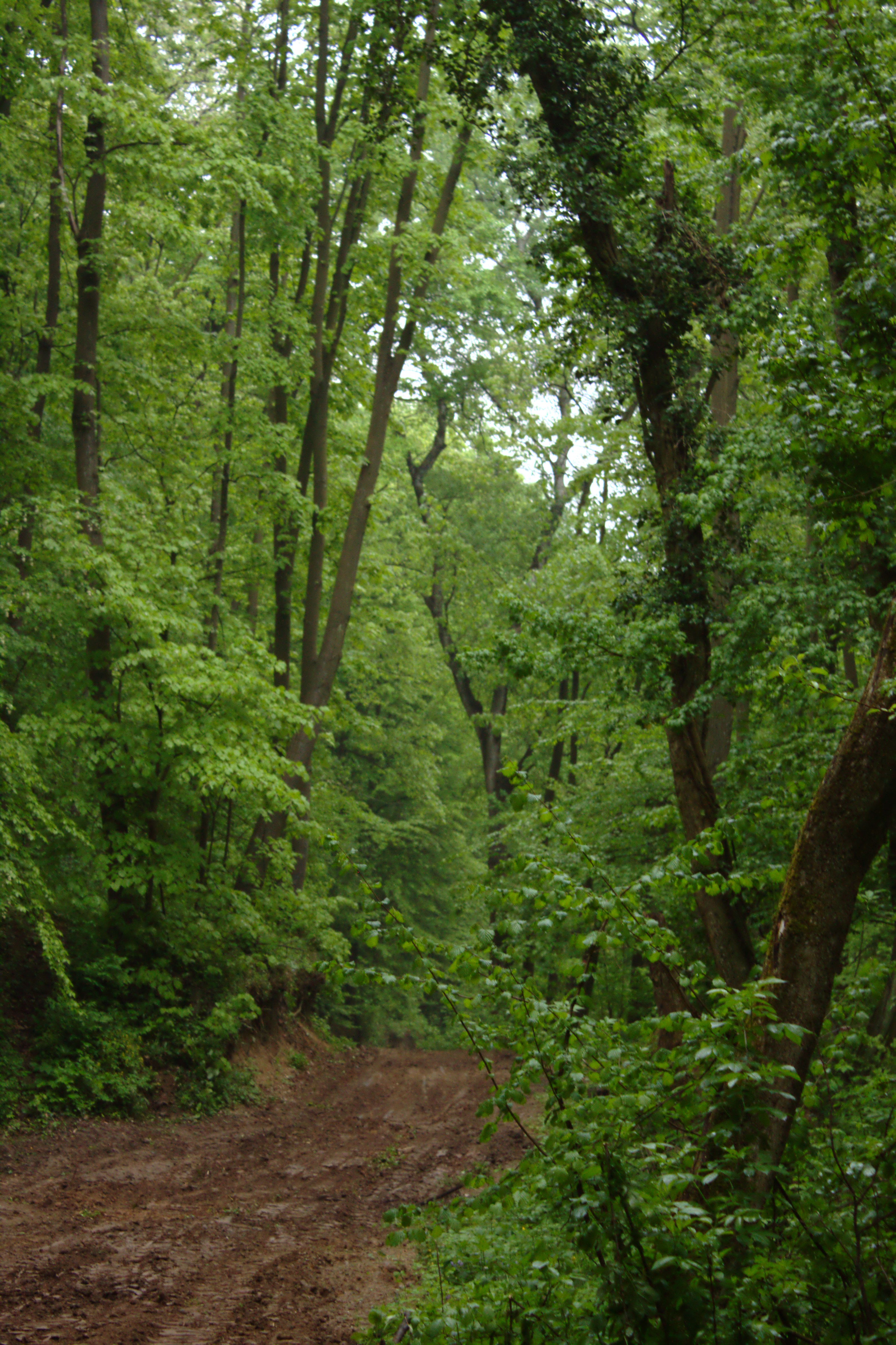
V pohoří se nacházejí především listnaté lesy

Pohoří představuje významnou dopravní překážku ve směru Novi Sad–Šabac/Záhřeb. Přes pohoří bylo příčně vybudováno několik silnic, které procházejí různými sedly (např. Iriški Venac, Sofijini izvori apod.).
Výhledově je plánován dálniční tunel, který by spojil nedaleký Tunel Mišeluk s městem Irig a tím zrychlil dopravu z jihu na sever a obráceně. Výstavba tohoto tzv. fruškogorského koridoru byla zahájena v roce 2021 za pomoci čínské společnosti. Dokončen má být do roku 2025.
Po hřebeni pohoří vede asfaltová cesta (Partizanski put, Partyzánská cesta), která se v průsmyku u Irišké Vence kříží s hlavní silnicí.
Pohořím nevedou žádné železniční tratě. Severně od něj se nachází těleso, resp. torzo bývalé trati Petrovaradín–Beočin. Východně potom prochází železniční trať Bělehrad–Subotica.

## Kultura
Pohoří Fruška gora je v současné době domovem celkem 17 klášterů srbské pravoslavné církve. Historicky jich zde bylo mnohem více, počet dosahoval až pětatřiceti. Řada z nich byla zničena a předpokládá se, že mnohé tu existovaly ještě v předtureckých časech. Lokalita bývá občas přezdívána jako svatá hora.
- Beočin (klášter)
- Bešenovo
- Velika Remeta
- Vrdnik-Ravanica
- Grgeteg
- Divša
- Jazak
- Krušedol
- Kuveždin
- Mala Remeta
- Novo Hopovo
- Privina Glava
- Petkovica
- Rakovac
- Staro Hopovo
- Šišatovac

Pohoří Fruška gora bylo navštěvováno často srbským romantickým básníkem, Brankem Radičevićem, který studoval v nedalekých Sremských Karlovcích. Radičević byl v nejvýchodnější části vrchů (Stražilovo) po své smrti také pohřben. Ostatní významní představitelé srbské literatury své doby čerpali často inspiraci v místních klášterech.
Poblíž sedla Iriški Venac se nachází Památník svoboda, vybudovaný na počest jugoslávských partyzánů v duchu socialistického realismu. V jeho blízkosti se nachází i televizní vysílač, který byl v roce 1999 poškozen během bombardování NATO.
V lokalitě Vrdnik, kde stojí již zmíněné lázně, se nacházejí pozůstatky středověké obranné věže (kula).
V obcích Sremski Karlovci a Čerević stojí regionální muzea.

## Sport a turistika

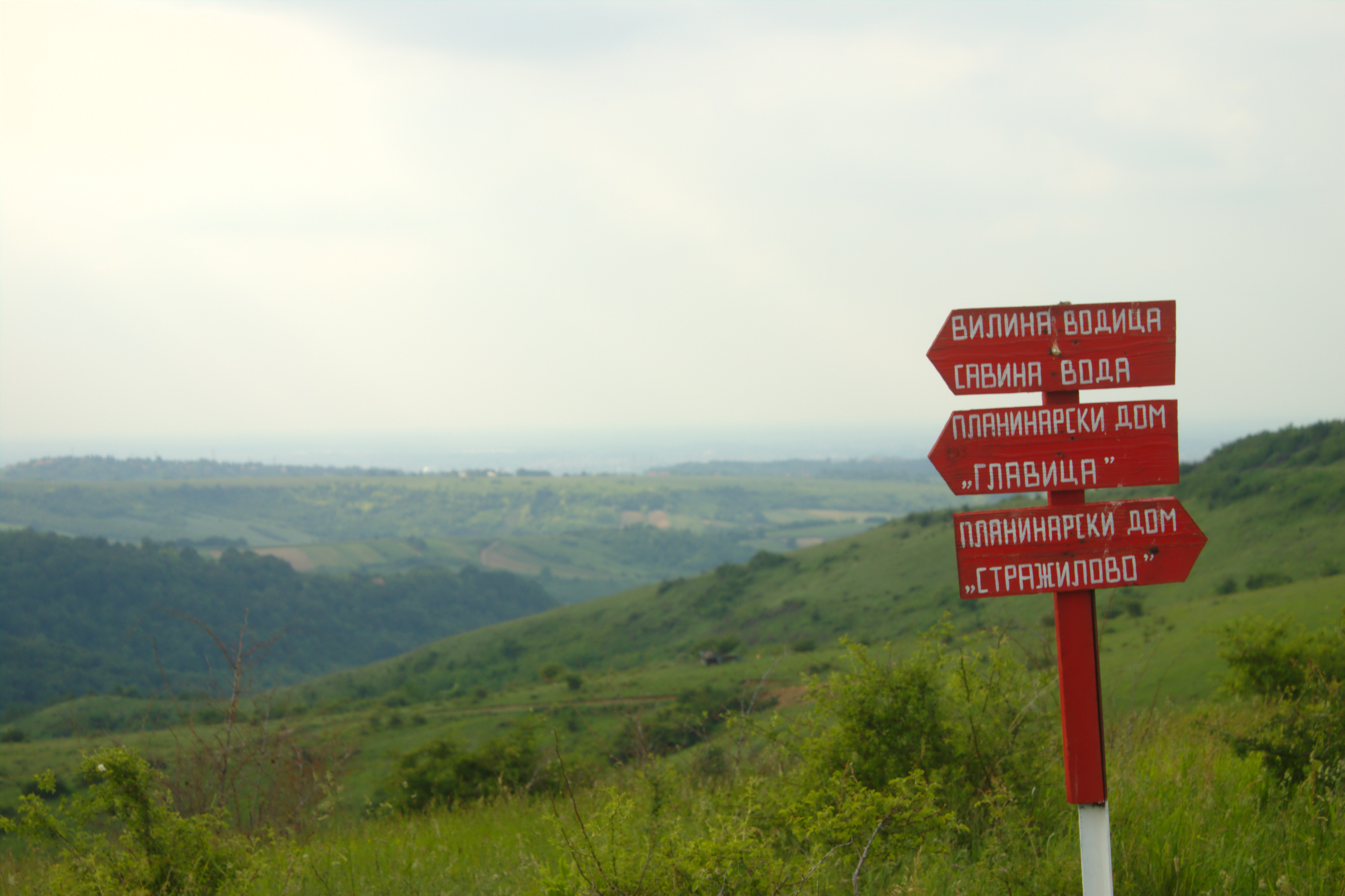
Turistické značení.

Každý květen se na Frušce Goře pořádá tzv. Fruškogorský maraton; turistický pochod, kterého se zúčastňuje řada obyvatel jak blízkého Nového Sadu, tak i celé bývalé Jugoslávie.
Pohořím vede řada turisticky značených tras, které spojují zajímavé lokality s většími sídly po obvodu pohoří. Vedou tak např. k vysílači na Irišském Venci nebo na Stražilovo. Západo-východním směrem vede tzv. Fruškogorská tranzverzála. Značené jsou rovněž i vodopády nebo studánky, podél kterých vedou stezky. Místo je oblíbeným výletištěm obyvatel Nového Sadu a okolních měst.Oblíbené je zde např. i prvomájové grilování Z některých míst je vidět vrchol Avala, pohoří Cer a další části Srbska. V blízkosi Irišského Vence se nachází také rozhledna. Vstup do národního parku je zpoplatněný od roku 2023.
Pohoří navštěvuje postupně i větší množství zahraničních turistů.
Vinařskou tradici regionu zdůrazňuje místní Fruškogorská vinařská stezka.
V pohoří se nachází několik hotelů (např. hotel Norcev), na různých místech i horské domy (srbsky Planinarski dom), na Irišském Venci potom informační centrum Národního parku Fruška Gora. V nižších polohách existují různé ranče nebo salaše.